# Lindackeria
Lindackeria es un género de plantas de plantas fanerógamas  perteneciente a la familia de las achariáceas. Comprende 14 especies de arbustos descritos y de estos solo 8 aceptadas. Se encuentra en América y África.

## Descripción
Son arbustos o árboles siempreverdes, que alcanzan un tamaño de 4–15 m de alto, inermes; plantas hermafroditas. Hojas alternas, espiraladas, oblongas, lanceoladas o elípticas, 9.5–26.5 cm de largo y 3.5–10 cm de ancho, ápice acuminado, base redondeada a aguda, margen entero o undulado. Inflorescencia de panículas terminales y axilares, 12–20 cm de largo y 5 cm de ancho, pedúnculo 3–9 cm de largo. Fruto una cápsula globosa; semillas 1–3, 6–8 mm de largo y 5–7 mm de ancho, glabras, con arilo rojo brillante.

## Taxonomía
El género fue descrito por  Ernest Friedrich Gilg y publicado en Reliquiae Haenkeanae 2(2): 89. 1835. La especie tipo es: Lindackeria laurina C. Presl	

## Especies
- Lindackeria dentata (Oliv.) Gilg
- Lindackeria fragrans (Gilg) Gilg
- Lindackeria latifolia Benth.
- Lindackeria laurina C. Presl
- Lindackeria ovata (Benth.) Gilg
- Lindackeria paludosa (Benth.) Gilg
- Lindackeria poggei (Gürke) Gilg
- Lindackeria stipulata (Oliv.) Milne-Redh. & Sleumer
- Lindackeria maynensis